# Cmentarz wojenny nr 18 – Dębowiec
Cmentarz wojenny nr 18 w Dębowcu – cmentarz z I wojny światowej znajdujący się w Dębowcu, zaprojektowany przez Johanna Jägera.  Jeden z ponad 400 zachodniogalicyjskich cmentarzy wojennych zbudowanych przez Oddział Grobów Wojennych C. i K. Komendantury Wojskowej w Krakowie. Należy do II Okręgu Cmentarnego Jasło.

## Opis
Kwatera znajduje się na cmentarzu parafialnym przy drodze Jasło-Folusz. 
Na cmentarzu w 6 mogiłach zbiorowych i 11 grobach pojedynczych pochowano 34 żołnierzy:
- 3 austro-węgierskich
- 31 rosyjskich

poległych w maju 1915.

## Galeria

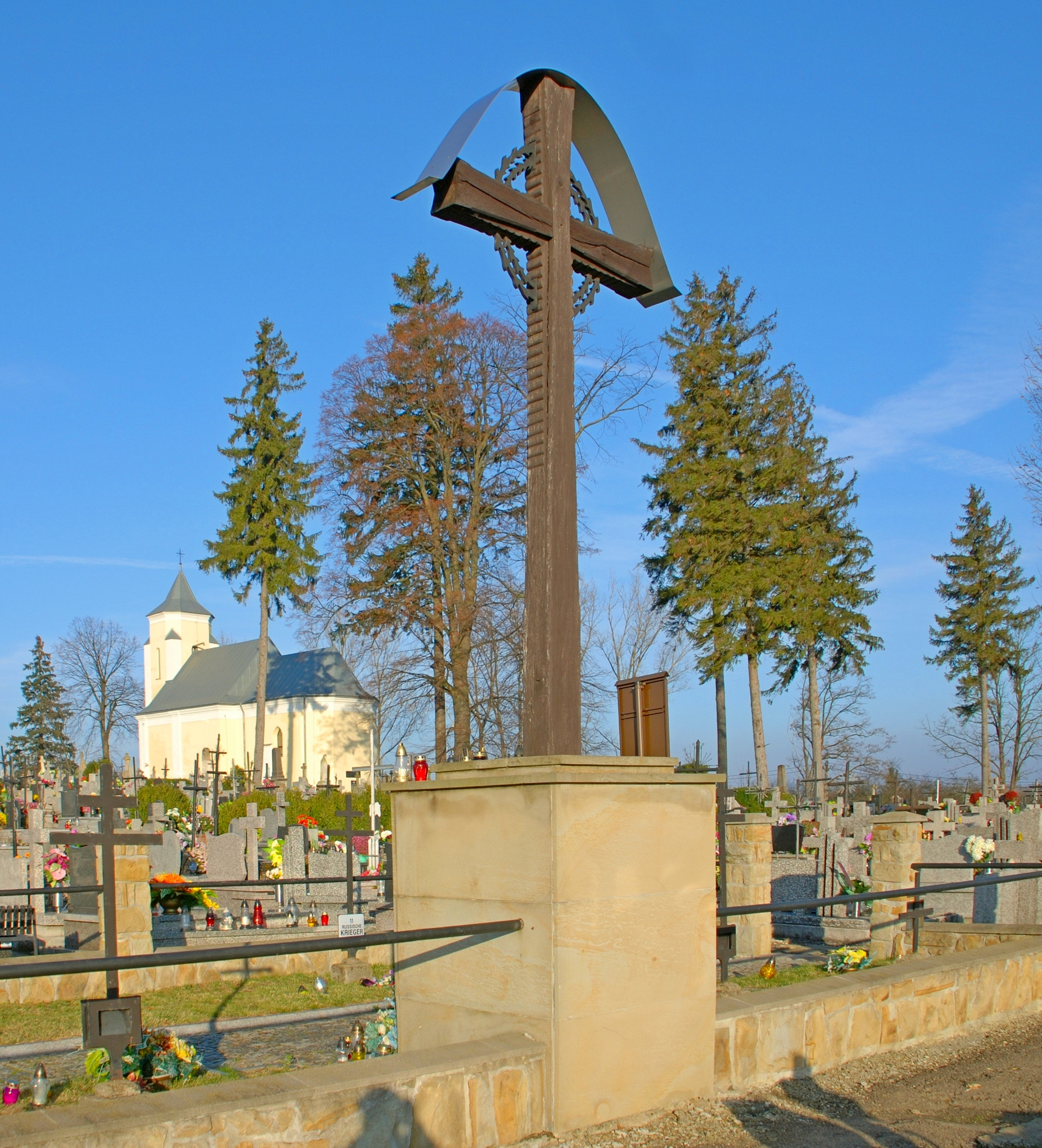
Krzyż główny
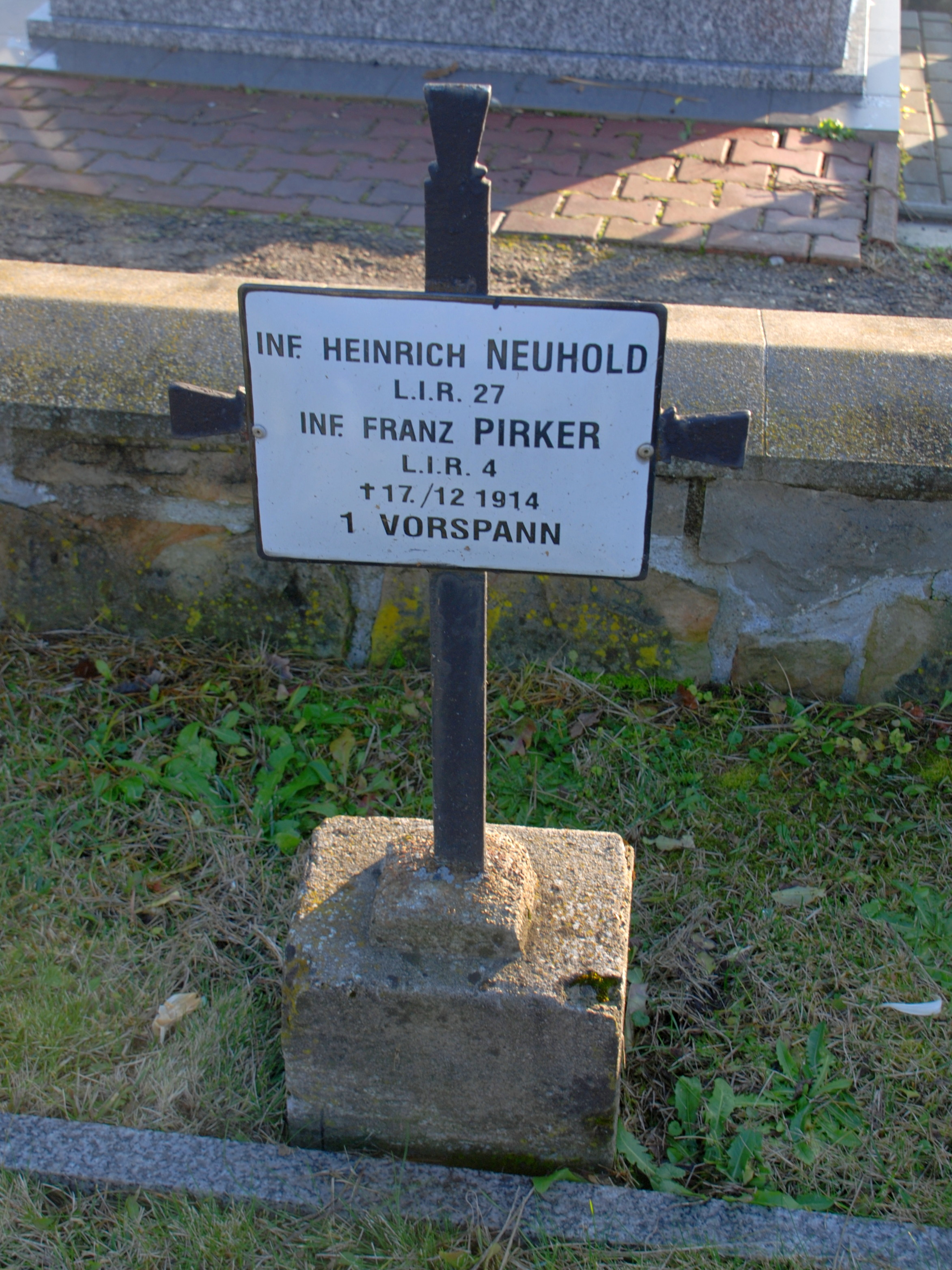
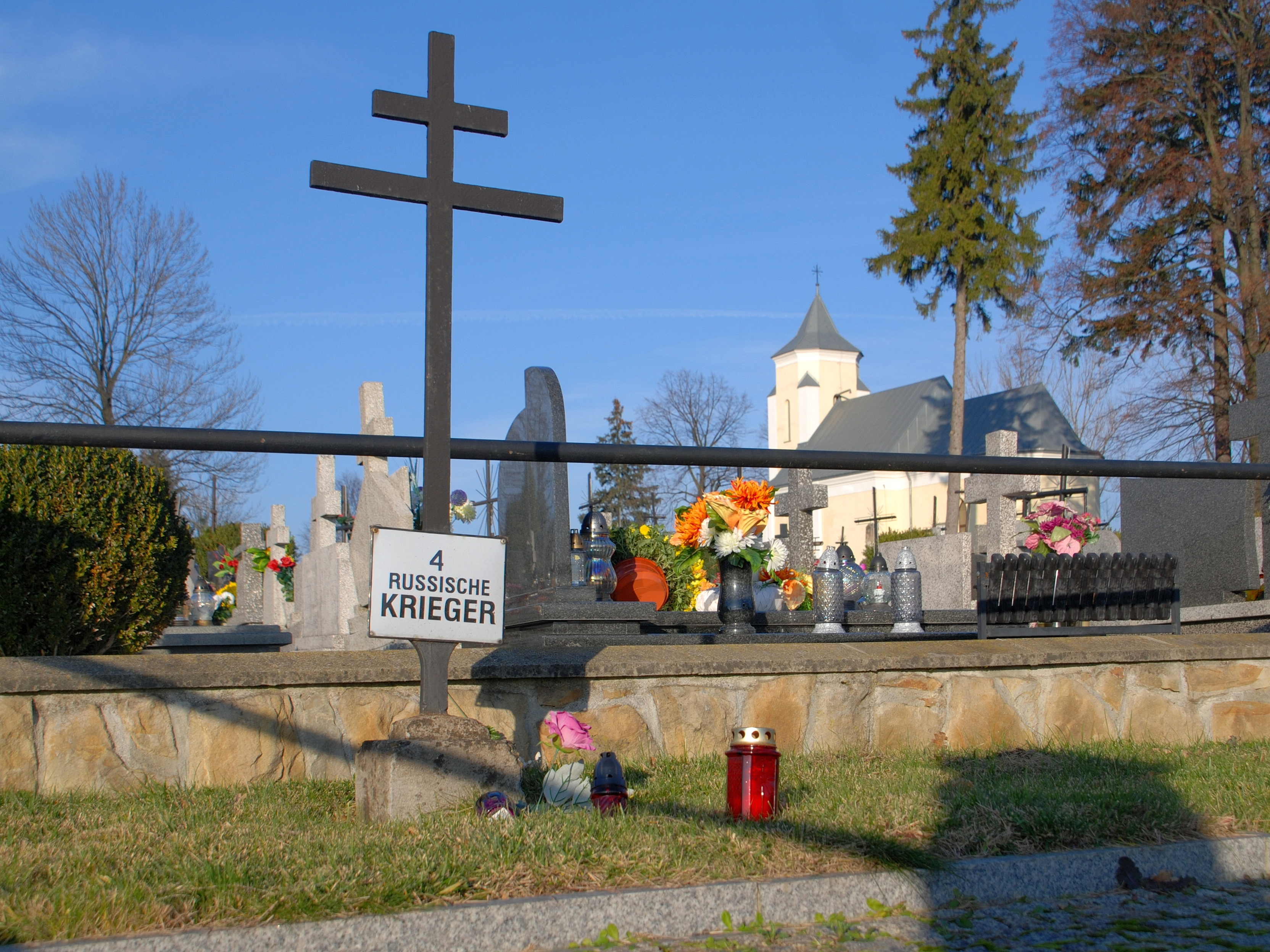